# Lindsey Pelas
Lindsey Nicole Pelas (nascuda el 19 de maig de 1991) és una actriu, influencer, empresària i model estatunidenca. Actualment modela per a múltiples marques i ha aparegut en publicacions com Maxim, GQ, Glamur, també ha modelat per a Playboy i va ser la Ciber Noia del Mes de Playboy al maig de 2014.
Peles és principalment coneguda per la seva presència en les xarxes socials, guanyant milions de seguidors en Instagram i Twitter, així com un compte de Snapchat extremadament popular. Peles també és l'amfitriona i fundadora del podcast Eyes Up Here, que es transmet setmanalment en Focus TV. Entre els convidats notables en el programa hi ha Kate Quigley i Chris Pfaff.

## Biografia
Lindsey va néixer el 19 de maig de 1991 en una petita ciutat al sud de Louisiana. Va créixer en un petit poble prop d'Independence (Louisiana), i sent nena ja somiava amb ser una estrella de cinema. Va ser una de vuit fills que va créixer amb quatre germanes i tres germans. Va assistir a una escola secundària rural, graduant-se entre els millors de la seva classe. Va assistir a la Universitat Estatal de Louisiana obtenint una llicenciatura en Història. Després de graduar-se, Pelas va treballar com barman i instructora de ioga.
Peles va començar la seva carrera com a model el 2013, quan va fer diversos reportatges per a Playboy. Després de la seva etapa a Playboy, es va mudar a Los Angeles on va tenir un enamoriscament amb el jugador de pòquer Dan Bilzerian.